# 比卡尔
比卡尔，是西班牙安达卢西亚自治区阿尔梅里亚省的一个市镇。 总面积64km2, 总人口16784人（2001年），人口密度262人/km2。